# Mallorca Championships 2025 - Doppio
Il doppio del torneo di tennis professionistico Mallorca Championships 2025, facente parte della categoria ATP Tour 250 nell'ambito dell'ATP Tour 2025, si è giocato al Santa Ponsa Tennis Academy di Santa Ponsa, in Spagna, dal 22 al 28 giugno 2025.
Julian Cash e Robert Galloway erano i detentori del titolo, ma Cash ha deciso di partecipare al torneo di Eastbourne. Galloway è sceso in campo insieme a Yuki Bhambri e la coppia è stata sconfitta in finale da Santiago González e Austin Krajicek col punteggio di 6-1, 1-6, [15-13].

## Teste di serie
1. Simone Bolelli /  Andrea Vavassori (primo turno)
2. Sadio Doumbia /  Fabien Reboul (semifinale)

1. Máximo González /  Andrés Molteni (quarti di finale)
2. Yuki Bhambri /  Robert Galloway (finale)

## Wildcard
1. Justin Engel /  Andreas Mies (primo turno)

1. Pedro Martínez /  Jaume Munar (quarti di finale, ritirati)

## Tabellone

### Legenda
| - Q = Qualificato - WC = Wild card - LL = Lucky loser | - ALT = Alternate - SE = Special Exempt - PR = Protected Ranking | - w/o = Walkover - r = Ritirato - d = Squalificato |

|  | Primo turno | Primo turno            | Primo turno           | Primo turno | Primo turno |  |  | Quarti di finale | Quarti di finale       | Quarti di finale       | Quarti di finale     | Quarti di finale     |   |   | Semifinali | Semifinali             | Semifinali             | Semifinali            | Semifinali |   |      | Finale | Finale | Finale | Finale | Finale |  |
|  |             |                        |                       |             |             |  |  |                  |                        |                        |                      |                      |   |   |            |                        |                        |                       |            |   |      |        |        |        |        |        |  |
|  | 1           | S Bolelli A Vavassori  | 7                     | 6           | [9]         |  |  |                  |                        |                        |                      |                      |   |   |            |                        |                        |                       |            |   |      |        |        |        |        |        |  |
|  |             | G Andreozzi T Arribagé | 65                    | 7           | [11]        |  |  |                  | G Andreozzi T Arribagé | G Andreozzi T Arribagé | 7                    | 7                    |   |   |            |                        |                        |                       |            |   |      |        |        |        |        |        |  |
|  |             | S Mansouri N Mektić    | S Mansouri N Mektić   | 2           | 65          |  |  |                  | A Michelsen L Tien     | A Michelsen L Tien     | 64                   | 5                    |   |   |            |                        |                        |                       |            |   |      |        |        |        |        |        |  |
|  |             | A Michelsen L Tien     | A Michelsen L Tien    | 6           | 7           |  |  |                  |                        |                        |                      |                      |   |   |            | G Andreozzi T Arribagé | G Andreozzi T Arribagé | 1                     | 64         |   |      |        |        |        |        |        |  |
|  | 4           | Y Bhambri R Galloway   | Y Bhambri R Galloway  | 6           | 6           |  |  |                  |                        | 4                      | Y Bhambri R Galloway | Y Bhambri R Galloway | 6 | 7 |            |                        |                        |                       |            |   |      |        |        |        |        |        |  |
|  |             | G Jacq A Müller        | G Jacq A Müller       | 3           | 3           |  |  | 4                | Y Bhambri R Galloway   | Y Bhambri R Galloway   | 6                    | 6                    |   |   |            |                        |                        |                       |            |   |      |        |        |        |        |        |  |
|  |             | R Matos M Melo         | R Matos M Melo        | 6           | 7           |  |  |                  | R Matos M Melo         | R Matos M Melo         | 2                    | 3                    |   |   |            |                        |                        |                       |            |   |      |        |        |        |        |        |  |
|  |             | I Dodig O Luz          | I Dodig O Luz         | 4           | 63          |  |  |                  |                        |                        |                      |                      |   |   | 4          | Y Bhambri R Galloway   | 1                      | 6                     | [13]       |   |      |        |        |        |        |        |  |
|  |             | A Erler C Frantzen     | A Erler C Frantzen    | 4           | 64          |  |  |                  |                        |                        |                      |                      |   |   |            |                        |                        | S González A Krajicek | 6          | 1 | [15] |        |        |        |        |        |  |
|  |             | S González A Krajicek  | S González A Krajicek | 6           | 7           |  |  |                  | S González A Krajicek  | 65                     | 6                    | [10]                 |   |   |            |                        |                        |                       |            |   |      |        |        |        |        |        |  |
|  |             | F Cabral L Miedler     | F Cabral L Miedler    | 65          | 4           |  |  | 3                | M González A Molteni   | 7                      | 4                    | [5]                  |   |   |            |                        |                        |                       |            |   |      |        |        |        |        |        |  |
|  | 3           | M González A Molteni   | M González A Molteni  | 7           | 6           |  |  |                  |                        |                        |                      |                      |   |   |            | S González A Krajicek  | S González A Krajicek  | 6                     | 7          |   |      |        |        |        |        |        |  |
|  | WC          | J Engel A Mies         | J Engel A Mies        | 4           | 1           |  |  |                  |                        | 2                      | S Doumbia F Reboul   | S Doumbia F Reboul   | 3 | 5 |            |                        |                        |                       |            |   |      |        |        |        |        |        |  |
|  | WC          | P Martínez J Munar     | P Martínez J Munar    | 6           | 6           |  |  | WC               | P Martínez J Munar     | P Martínez J Munar     | P Martínez J Munar   |                      |   |   |            |                        |                        |                       |            |   |      |        |        |        |        |        |  |
|  |             | R Arneodo M Guinard    | 6                     | 3           | [9]         |  |  | 2                | S Doumbia F Reboul     | S Doumbia F Reboul     | S Doumbia F Reboul   | w/o                  |   |   |            |                        |                        |                       |            |   |      |        |        |        |        |        |  |
|  | 2           | S Doumbia F Reboul     | 3                     | 6           | [11]        |  |  |                  |                        |                        |                      |                      |   |   |            |                        |                        |                       |            |   |      |        |        |        |        |        |  |